# Calle Lenox (Metro de Boston)
Calle Lenox  es una estación de tránsito rápido en la línea Plata del Metro de Boston. La estación se encuentra localizada en Calle Washington y la Calle Lenox en Boston, Massachusetts. La estación Calle Lenox fue inaugurada el 20 de julio de 2002. La Autoridad de Transporte de la Bahía de Massachusetts es la encargada por el mantenimiento y administración de la estación. Esta estación forma parte de la sublínea SL4 y SL5

## Descripción
La estación Calle Lenox cuenta con Aceras y 2 vías. 

## Conexiones
La estación es abastecida por las siguientes conexiones: 
- Rutas de autobuses: 8 y 170